# Fekete Soma
Fekete Soma, Fekete Sámuel (Tállya, 1814. október 28. – Pest, 1859. március 28.) írnok, műfordító.

## Munkássága
Édesanyja Fekete Mária. A Magyar Tudományos Akadémia írnoka és javítnoka (korrektora) és tisztviselője volt 1844. június 22-től egészen haláláig. (Az állásról leköszönő Makay Lászlót követte ebben a pozícióban.) Korábban a Merkur c. folyóirat segédszerkesztőjeként is tevékenykedett. 1848. július 1-től raktárnokként is dolgozott, feltehetőleg az akadémia kiadványok raktározásának gondozója volt. Felesége a kecskeméti születésű Pintér Julianna, akivel 1844 januárjában Pesten kötött házasságot. 43 éves korában tüdővész miatt bekövetkezett halálával hét árva gyermeket hagyott hátra.
Saját műveket nem írt, de igen sok német, francia, angol és orosz regényt, elbeszélést, színművet és tudományos cikket fordított le. 1842-től szerkesztette a Heckenast-féle Nemzeti Színházi Zsebkönyvet. 

### Fordításai az alábbi lapokban jelentek meg
- Jáczint (1836)
- Athenaeum (1841. Shakespeare életéről és költeményeiről újabb felvilágosítások, 1843.)
- Tudománytár (1840. Bulwer legujabb munkái, 1841. A spanyol költészet története, 1842. Irodalmi oroszlányok Angliában, Későbbi tíz év a francia irodalomban, Saint Beuve után, Az orosz irodalom története a XIX. században, Svéd irodalom, Bulgarin után, 1843. A népnevelés és oktatás alapelvei egyediség tekintetében, Népirodalom története, A kis journálok Párisban, Journálok és szemlék, Sismondi s az École génevoise, 1844. Brazíliában az irodalom, tudomány és művészet, Michelet Németországról, A kereskedés története, Az olasz költészet a XIX. században, stb.)
- Pesti Divatlap (1844. Heine és hitsorsosai a német irodalomban, 1845–48.)
- Nemzetőr (1848.)
- Pesti Napló (1850. 11. 12. sz. 1856. 451–456. sz.)
- Hölgyfutár (1850. 1856. 1859. 1863.)
- Családi Lapok (1854–55.)
- Divatcsarnok (1854–58. Havasalföldi emlékek a román korból)
- Müller Gyula Nagy Naptára (1856.)
- Hölgyek Naptára (1856. 1857.)
- Budapesti Hírlap (1858. 171–177. sz., Zöld dráma, Puskin Sándor beszélye)

### Az általa fordított színdarabok a Nemzeti Színházban történő bemutatások sorrendjében
- Nőragadás az álarcos bálból vagy az egyenetlen kérők, bohózat énekekkel, Schiekh után, zenéje Müller Adolftól (Kassán 1836. március 12., Budán november 12. és Pesten 1839. február 10.)
- Korszellem, vígjáték 4 felvonásban (1838. augusztus 31.)
- Soluzzói korona, dráma 5 felvonásban Raupach Erneszt után (július 31.)
- Zolki, a vén diák, dráma 2 felvonásban, b. Malticz Gotthilf Ágoston után németből (1840. október 12.)
- A száműzött, dráma 5 felvonásban, Soulié és Dehay után fordította a m. t. társ. költségén (december 14., megjelent a Nemzeti Színházi Zsebkönyvben 1841-ben)
- A regélő, vagy két állomás, vígjáték 3 felvonásban. Ricard után franciából fordította a MTA költségén (1841. április 29.)
- Legjobb az egyenes út, vígjáték 1 felvonásban. Kotzebue után fordította a MTA költségén (augusztus 21.)
- A szegény költő, dráma 1 felvonásban. Kotzebue után fordította a MTA költségén (1842. február 5., megjelent a győri Színházi Zsebkönyvben 1844-ben)
- Lara hét fia, dráma 5 felvonásban, Mallefille Bódog után franciából fordította a MTA költségén (május 27.)
- Szent Pál torony harangozója, dráma 4 felvonásban. előj., Bouchardy után franciából fordította a MTA költségén (június 25.)
- Gáspár kalóz, dráma 4 felvonásban előj., Bouchardy után fordította a MTA költségén (1843. máj. 29.)
- Nagykorú, vígjáték Bauernfeld után (1847. április 6.)
- A képmutató, vígjáték 5 felvonásban. Molière Tartuffe-je után (szeptember 13.)
- Három király és három dáma, vígjáték 3 felvonásban, Gozlan Arszlán után (szeptember 23.)
- Darlington Richard, dráma 4 felvonásban, Dumas Sándor után franciából (1848. május 1.)
- Halj meg és meglátod! vígjáték 4 felvonásban, Don Manuel Breton de los Herresos után spanyolból (1849. december 7.)
- Egy prima donna, vígjáték 4 felvonásban, németből Feldmann L. után (1850. július 12.)
- Nőtlen maradok, vígjáték 3 felvonásban, Nota Albert után írta Blum, ford. (1851. február 21.)
- Don Gutiere önbecsületének orvosa, dráma 5 felvonásban, don Pedro Calderon de la Barca után (1852. augusztus 23. Censurai példánya a m. n. múzeumban)
- Correggio, szomj. 4 felv. Öhlenschläger után (október 18.)
- Zolky a vén diák, dráma. 2 felvonásban, b. Malticz után (1855. július 23.)
- A makrancos hölgy, vígjáték 4 felvonásban, Shakespeare után Deinhardstein színre alkalmazása szerint fordította. (március 13.).

### További színművek, melyeket magyarra fordított
- A kötelezvény, színmű két cselekvényben Houwald után (Családi Lapok 1854.)
- Két apa egy személyben, vígjáték 3 felvonásban, Romanus és Hagemann után német nyelvből
- Kaland IX. Károly alatt, vígjáték 3 felvonásban Soulié és Badon után francia nyelvből
- Chatterton (De Vigny)
- D'Ancre marschalnő (De Vigny)
- Kétszáz 13 t. c. (D'Ennery)
- Leányok igene (Don Leandro)
- Mámor és szerelem (Bretzner)
- Nem kell több tanító (Lara)
- Szerelem vadászat (Sheridan)

## Munkái
- Darlington Richard, dráma 4 felvonásban, Dumas Sándor után franciából fordította. Buda, 1841. (Szinműtár III. 5.)
- Viola, vígjáték 5 felvonásban, Shakespeare és Deinhardstein után fordította. Buda, 1843. (Szinműtár IV. 7.)
- Gyakorlati útmutató a kereskedelmi írásmód, írásbeli föltevések… megtanulására, Blum Joachim után németből fordította. Pest, 1846.
- Nagykorú, vígjáték 2 felvonásban. Magyar színpadra alkalmazta. Pest, 1847.
- Kis nemzetőr, vagy hogyan kell a nemzetőrségnek gyakoroztatnia fegyverben? Wessenhauser W. után németből. Pest, 1848.
- Gallicismes dialogués. Franczia nyelvsajátságok köz- és társaséleti beszélgetésekben közmondások- s példabeszédekkel. A franczia nyelv alapos ismeretére törekvők és abban jártasok használatára. Peschier A. után oldalagos fordítmányban közli. Pest, 1853.
- A tücsök. Népregény a falusi életből. Ford. Pest, 1857.